# Batterie flottante
Une batterie flottante est une embarcation militaire blindée comprenant plusieurs pièces d'artillerie. Précurseures des cuirassés à coque en fer, les batteries flottantes ont principalement été tractées pour servir à pilonner des forces à terre, comme lors de la bataille de Kinbourn où elles démontrèrent leur utilité.

## Conception

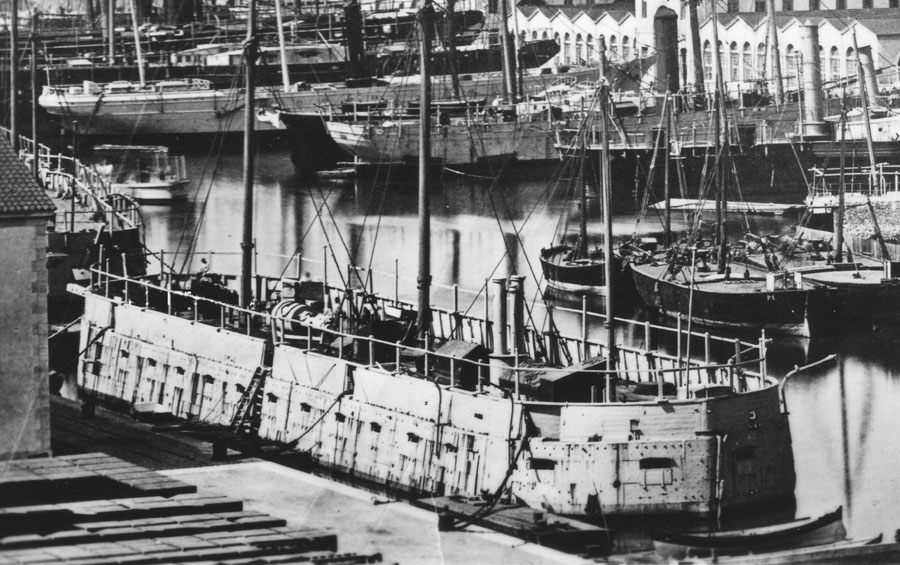
La batterie flottante française Lave en 1854.

## Historique
Le premier besoin pour un tel navire se fait ressentir en 1846, lorsqu'une étude est lancée par le ministère français sur la conception d'une batterie flottante à hélice destinée à la défense des ports. Gervaize propose les premiers plans et, alors que des tests de résistance du blindage allaient être menés, les doutes sur la résistance du métal après un séjour prolongé en mer ainsi que son trop grand tirant d'eau font capoter le projet,.
En 1853, la guerre de Crimée éclate, qui va relancer l'idée. En effet, les forces de la coalition anglo-française sont confrontées dans la mer Baltique à des forts situés dans des zones de hauts-fonds, et donc inatteignables par les vaisseaux de l'époque. La construction de bombardes est donc lancée, et l'étude des batteries flottantes remise au goût du jour, sur intervention personnelle de l'Empereur Napoléon III. 
En 1854, Pierre Armand Guieysse conçoit des plans d'une telle installation qui va former la classe Dévastation. 10 unités sont commandées le 28 juillet 1854, 5 sont construites : la Dévastation, la Tonnante, la Lave, la Foudroyante et la Congrève.